# Erzbistum Siena-Colle di Val d’Elsa-Montalcino
Das Erzbistum Siena-Colle di Val d’Elsa-Montalcino (lateinisch Archidioecesis Senensis-Collensis-Ilcinensis, italienisch Arcidiocesi di Siena-Colle di Val d’Elsa-Montalcino) ist eine in der Kirchenregion Toskana gelegene Erzdiözese der römisch-katholischen Kirche in Italien mit Sitz in Siena. 
Das Bistum Siena wurde im 4. Jahrhundert gegründet und am 23. April 1459 von Papst Pius II. zum Erzbistum mit Sitz eines Metropoliten erhoben. Am 30. September 1986 wurde es von Papst Johannes Paul II. mit dem Bistum Colle di Val d’Elsa und dem Bistum Montalcino vereinigt und in die heutige Form umbenannt.
Das Erzbistum von Siena schenkte 2010 der orthodoxen Gemeinschaft in Siena eine Kirche, damit diese dort ihre byzantinischen Liturgiefeiern durchführen kann.
Am 21. Juli 2022 verfügte Papst Franziskus die Vereinigung des Erzbistums Siena-Colle di Val d’Elsa-Montalcino in persona episcopi mit dem Bistum Montepulciano-Chiusi-Pienza. Bischof der so vereinigten Bistümer wurde der Erzbischof von Siena-Colle di Val d’Elsa-Montalcino, Augusto Paolo Kardinal Lojudice.
|  |  |  |